# Enfant sans vie en droit français
Pour un article plus général, voir Personne physique en droit français.
En droit français, un enfant sans vie est un enfant déclaré à l'état civil mais pour lequel il n'a pas été possible d'obtenir un acte de naissance. 
Si l'absence d'acte de naissance est due à un décès avant la déclaration de naissance : il s'agit d'un enfant sans vie. Si l'absence d'acte de naissance est due à l'impossibilité d'obtenir un certificat médical indiquant que l'enfant est né vivant et viable, il s'agit d'un acte d'enfant sans vie.
Il existe donc plusieurs statuts :
- l'enfant vivant ;
- l'enfant décédé mais né vivant et viable (enfant sans vie) ;
- l'enfant né non vivant et/ou viable ou enfant décédé et absence de certificat médical de naissance (acte d'enfant sans vie) ;
- le fœtus mort.

## Les enjeux
La distinction entre enfant sans vie (mort-né) et acte d'enfant sans vie (seuil de viabilité) a été introduite dans le code civil à l'article 79-1 alinéa 2 par une loi du 8 janvier 1993,. L'enfant sans vie, conformément au premier alinéa de l'article n'a pas eu le temps d'être inscrit à l'état civil (exemple : mort à la suite d'une infection contractée à la naissance). L'acte d'enfant sans vie, conformément au deuxième alinéa correspond au cas où l'enfant n'était pas viable (exemple : malformation très grave). 
À cette fin, il existe une différence de statut. L'enfant vivant est inscrit sur les registres d'état civil et possède une pleine personnalité juridique. Sa naissance ouvre droit à un certain nombre de droits sociaux : congés de maternité et de paternité, protection contre le licenciement, remboursement des soins médicaux.
L'enfant sans vie, né vivant et viable, même mort avant sa déclaration de naissance possède depuis sa conception certains droits équivalent à ceux d'un enfant vivant dont le droit d'hériter. Sa naissance ouvre aussi droit à des prestations sociales équivalentes pour ses parents. Ainsi, les seuils de viabilité sont une condition pour l’octroi des indemnités pour congé de paternité, et/ou de maternité
À défaut, conformément à l'article 79-1 alinéa 1er du code civil, un acte de naissance et de décès sont établis concomitamment et non pas un acte d'enfant sans vie.
Cet acte permet de délivrer aux parents qui en étaient dépourvus un livret de famille comportant l'inscription de l'acte d'enfant sans vie. Il sera inscrit en tant qu'enfant, selon son rang de naissance, mais seulement dans la partie "décès" de la page. 
Il permet aussi la délivrance de certains droits sociaux. Une indemnité pour congé de paternité, et/ou de maternité peut être octroyée si l'enfant a atteint les seuils de viabilité.
Mais aussi plus généralement : indemnités journalières de repos pour la femme accouchée au titre de l'assurance maternité, protection contre le licenciement durant la période du congé de maternité, incidences en matière de retraite, indemnités journalières de congé de paternité pour les accouchements survenus après le 12 janvier 2008,.
Aucun lien de filiation n'est cependant établi.

## La viabilité
Le premier critère établi en 1993 a maintenu un seuil de gestation en dessous duquel l’enfant mort-né n’est pas enregistré à l’état civil, en retenant la durée minimale de 180 jours de gestation (28 semaines d’aménorrhée) par référence à l’article 311 du code civil sur la période légale de conception.
Ensuite, en 2001, le législateur français s'est inspiré d'une recommandation de l'Organisation mondiale de la santé (OMS) de 1977 et non remise en cause depuis pour énoncer un seuil de « 22 semaines d’aménorrhée (140 jours ou 4 mois et demi de grossesse) ou un poids de 500 grammes » pour déterminer l'établissement d'un acte d'enfant sans vie. 
Finalement, par trois arrêts en date du 6 février 2008, la Cour de cassation est venue préciser que cette condition n'étant pas établie par la loi, elle ne peut donc être opposée aux demandeurs,.

## L'acte d'enfant sans vie
L'acte d'enfant sans vie a pour but de « permettre aux femmes ayant accouché d’un enfant mort-né de disposer d’une mention symbolique de cet enfant, par exemple celle d’un prénom, tant sur le registre de l’état civil que sur le livret de famille, et d’un traitement funéraire décent ». 
L'acte d'enfant sans vie peut être établi au vu du cerfa no 13773*02 ou « Certificat médical d'accouchement : en vue d'une demande d'établissement d'un acte d'enfant sans vie ».
Il faut cependant préciser, qu'un enfant sans vie n'a ni filiation, ni personnalité juridique car il n'a pas d'acte de naissance.

### L'absence de filiation établie
Il n'est pas sûr que certaines dispositions soient conformes à la Convention européenne des droits de l'homme telle qu'interprétées par la Cour, notamment dans l'arrêt Znamenskaya c. Russie de 2005, où la Russie a été condamnée pour avoir refusé de rendre à un enfant mort-né sa véritable filiation paternelle, violant ainsi l'article 8 (vie privée et familiale) .
L'acte d'enfant sans vie, inscrit au registre des décès, comporte les éléments suivants :
- jour, heure et lieu de l'accouchement,
- prénoms de l'enfant s'il y a lieu,
- désignation des parents (prénoms, noms, dates et lieux de naissance, professions et domiciles),
- désignation du déclarant s'il y a lieu.

## Les limites de la notion
Avant les trois arrêts de la Cour de cassation du 6 février 2008,,, les enfants nés sans avoir vécu pouvaient être déclarés au registre de l'état civil, la circulaire administrative du 30 juin 2006 prise pour l'application de l'ordonnance du 4 juillet 2005 se référait aux conseils de l'Organisation mondiale de la santé concernant l'établissement d'actes d'enfant sans vie, soit aux seuils de 500 grammes de poids ou de plus de 22 semaines d'aménorrhée ,. 
Le Médiateur de la République avait en effet demandé en 2005 que lorsque l'enfant est sans vie ou mort-né, le congé de paternité soit possible, au même titre que pour toute parentalité. Il souhaitait aussi que les enfants sans vie soient portés sur le livret de famille.  
La Cour de cassation a cependant jugé « que l'article 79-1, alinéa 2, du code civil ne subordonne l'établissement d'un acte d'enfant sans vie ni au poids du fœtus, ni à la durée de la grossesse... » ,.
Deux décrets ainsi que deux arrêtés ont donc été promulgués le 20 août 2008 . Selon le modèle de certificat médical d'accouchement en vue d'une demande d'établissement d'acte d'enfant sans vie inclus dans l'arrêté du 20 août 2008, celui-ci ne peut être établi qu'en cas d'accouchement spontané ou provoqué pour une raison médicale (interruption médicale de grossesse), mais non en cas d'Interruption volontaire de grossesse ou d'une fausse couche précoce. Aucun seuil n'est fixé pour l'établissement de ces actes, et le concept de « viabilité » n'est pas non plus défini,.

## L'acte d'enfant sans vie
L'acte d'enfant sans vie est établi en France lorsqu'un enfant est décédé avant la déclaration de naissance, s'il n'a pas été établi de certificat médical indiquant que l'enfant est né vivant et viable (article 79-1 du Code civil français).
Depuis le décret no 2008-798 , cet acte permet de délivrer aux parents qui en étaient dépourvus un livret de famille comportant l'inscription de l'acte d'enfant sans vie. Il sera inscrit en tant qu'enfant, selon son rang de naissance, mais seulement dans la partie "décès" de la page. Cette inscription peut se faire immédiatement, si les parents sont mariés ou s'ils ont déjà un enfant ensemble (livret de parents naturels) ou a posteriori, lors de l'établissement d'un livret de famille (mariage, naissance d'un enfant commun aux deux parents). Aucun lien de filiation n'est cependant établi. Il n'est pas sûr que certaines dispositions soient conformes à la Convention européenne des droits de l'homme telle qu'interprétées par la Cour européenne des droits de l'homme, notamment dans l'arrêt Znamenskaya c. Russie de 2005, où la Russie a été condamnée pour avoir refusé de rendre à un enfant mort-né sa véritable filiation paternelle, violant ainsi l'article 8 de la Convention européenne des droits de l'homme (vie privée et familiale) .
L'acte d'enfant sans vie, inscrit au registre des décès, comporte les éléments suivants :
- jour, heure et lieu de l'accouchement,
- prénoms de l'enfant s'il y a lieu,
- désignation des parents (prénoms, noms, dates et lieux de naissance, professions et domiciles),
- désignation du déclarant s'il y a lieu.

## Les "droits" des enfants sans vie
Outre l'inscription sur les registres de décès sous un prénom,
- les enfants sans vie peuvent figurer dans le livret de famille
- les parents peuvent réclamer le corps de l'enfant et organiser des obsèques, selon la jurisprudence de la Cour de cassation du 6 février 2008.

Toutefois, la circulaire interministérielle 2009/182 du 19 juin 2009 indique que pour le cas des accouchements antérieurs aux décrets et arrêtés du 20 août 2008 :

« les accouchements ayant eu lieu avant le 23 août 2008, date d’entrée en vigueur du décret précité, peuvent donner lieu à l’établissement d’un acte d’enfant sans vie sur le fondement de ce dispositif, dès lors que les deux conditions cumulatives suivantes sont réunies :
- le déclarant justifie de l’accouchement, en produisant à l’officier de l’état civil un certificat médical d’accouchement (formulaire Cerfa no 13773*01). Ce certificat délivré a posteriori, ne peut l’être que si les informations portées au dossier médical de la mère permettent d’établir que les conditions requises au 1.2.1.1 ci-dessus étaient réunies au moment des faits (compte rendu d’accouchement, éléments d’examen fœtopathologique…).
- cet accouchement a eu lieu postérieurement à l’entrée en vigueur de l’article 79-1 du code civil, soit depuis le 11 janvier 1993. En effet, cet article a été inséré dans le code civil par la loi no 93-22 du 8 janvier 1993, qui, étant d’application immédiate, est entrée en vigueur le 11 janvier 1993.

L’officier de l’état civil ne peut donc opposer un refus tiré du seul motif que le seuil de 22 semaines d’aménorrhée ou d’un poids du fœtus de 500 grammes n’est pas atteint. »

 (extrait de la page 4 et 5 de cette circulaire.)
Cependant, ils n'acquièrent pas pour autant une personnalité juridique, et n'ont ni droits, ni filiation, ni nom de famille.

## Donner un nom et/ou un prénom à un enfant né sans vie[22]
La loi du 6 décembre 2021 autorise à donner un prénom et un nom de famille à un enfant né sans vie. Le nom de famille peut être :
- le nom de la mère
- le nom du père
- les deux noms dans l’ordre de leur choix, dans la limite d’un seul par parent

À noter que cela n’a aucun effet juridique. L’ajout d’un nom de famille peut être réalisé a posteriori, même si l’acte d’enfant sans vie a déjà été établi.

## Inscription des enfants nés sans vie dans le livret de famille
Le décret du 1er mars 2022 prévoit quant à lui la possibilité d’ajouter les enfants nés sans vie dans un livret de famille. Si cela n’induit aucun effet juridique notamment concernant la filiation, cela revêt une importance symbolique pour les deux parents. Pour rappel, le livret de famille peut être délivré aux parents lors de la déclaration de naissance, même dans le cas d’un enfant né sans vie.
Dans la mesure où l’ajout du nom de famille et l’inscription dans le livret de famille ne créent pas de filiation, la circulaire CIV/04/22 précise que l’apposition du nom ne doit faire l’objet d’une reconnaissance prénatale. Il est en effet sous-entendu que si l’enfant était né vivant et viable, le lien de filiation aurait été établi. Cela signifie que les parents n’ont pas besoin de présenter une reconnaissance paternelle préalable dans le cas d’un couple homme/femme non marié. Ainsi, le nom ajouté peut être celui du père, ou les deux noms sans aucun souci.

## Conséquences sur la question de l’avortement
La notion d'enfant sans vie et la question des seuils (en gramme ou semaine) à partir duquel un enfant sans vie peut être déclaré constitue un élément important dans le cadre du débat sur l'avortement. C'est sans doute l'idée de certains. Mais l'acte d'enfant sans vie ne confère pas la personnalité juridique au fœtus et donc n'a aucune incidence sur la notion d'avortement. Toutefois, cette personnalité juridique reste une potentialité tant que le fœtus est en vie, selon l'adage juridique: infans conceptus pro nato habitur quoties de commodis ejus agitur (L'enfant conçu sera considéré comme né chaque fois qu'il pourra en tirer avantage). Autrement dit, le Juriste crée temporairement et fictivement la personnalité juridique de l'enfant, ce qui permet dans l'avenir de lui conférer des droits a posteriori, dès sa conception.

## Pour en savoir plus

### Webographie conseillée
- Sénat, Étude de législation comparée no 184 - avril 2008 - Les enfants nés sans vie, http://www.senat.fr/lc/lc184/lc1840.html
- Médiateur de la République, État civil des enfants nés sans vie, 22 février 2010, http://mdr.defenseurdesdroits.fr/fr-citoyen-06-05-05.html http://www.defenseurdesdroits.fr/sites/default/files/upload/etat_civil_des_enfants_nes_sans_vie.pdf